# Theretra butus
Theretra butus är en fjärilsart som beskrevs av George Francis Hampson 1892. Theretra butus ingår i släktet Theretra och familjen svärmare. Inga underarter finns listade i Catalogue of Life.